# Helina neotropica
Helina neotropica är en tvåvingeart som först beskrevs av John Otterbein Snyder 1951.  Helina neotropica ingår i släktet Helina och familjen husflugor.
Artens utbredningsområde är Peru. Inga underarter finns listade i Catalogue of Life.